# NGC 5005
NGC 5005（Caldwell 29）は、りょうけん座にある渦巻銀河である。比較的明るい銀河核と明るく数本の塵の帯を含む銀河円盤を持つ。この銀河は、高い表面光度のために、アマチュア用の大きな望遠鏡でも見ることができる。
NGC 5005までの距離の測定結果には、1370万パーセクから3460万パーセクまで幅があるが、平均で約2000万パーセクである。

## 核
NGC 5005は、低電離中心核輝線領域(LINER)の核を持つ。LINER核は、弱イオン化ガスを含む。LINERからの放出のエネルギー源については盛んに議論されており、超大質量ブラックホールを含む活動銀河核や星形成がエネルギー源になっているとする主張がある。

### X線放出
NGC 5005のX線観測により、核の中に光度が変化する点状の硬X線源があることが明らかとなった。この結果は、NGC 5005が超大質量ブラックホールを含むことを示唆している。強く、変光するX線放出は、活動銀河核中のブラックホール外側の熱く、凝縮されたガスから放出されるものである。

## 伴銀河
NGC 5005と近隣の渦巻銀河NGC 5033は、物理的な銀河対を形成している。この2つの銀河はお互いに弱い重力的な影響を及ぼしあっているが、潮汐力によって破壊されるほど近い位置にはいない。